# Флинтбек
Флинтбек (нем. Flintbek) — община в Германии, в земле Шлезвиг-Гольштейн. 
Входит в состав района Рендсбург-Экернфёрде. Подчиняется управлению Флинтбек.  Население составляет 7313 человек (на 31 декабря 2010 года). Занимает площадь 17,57 км².